# Corriente continua de alta tensión

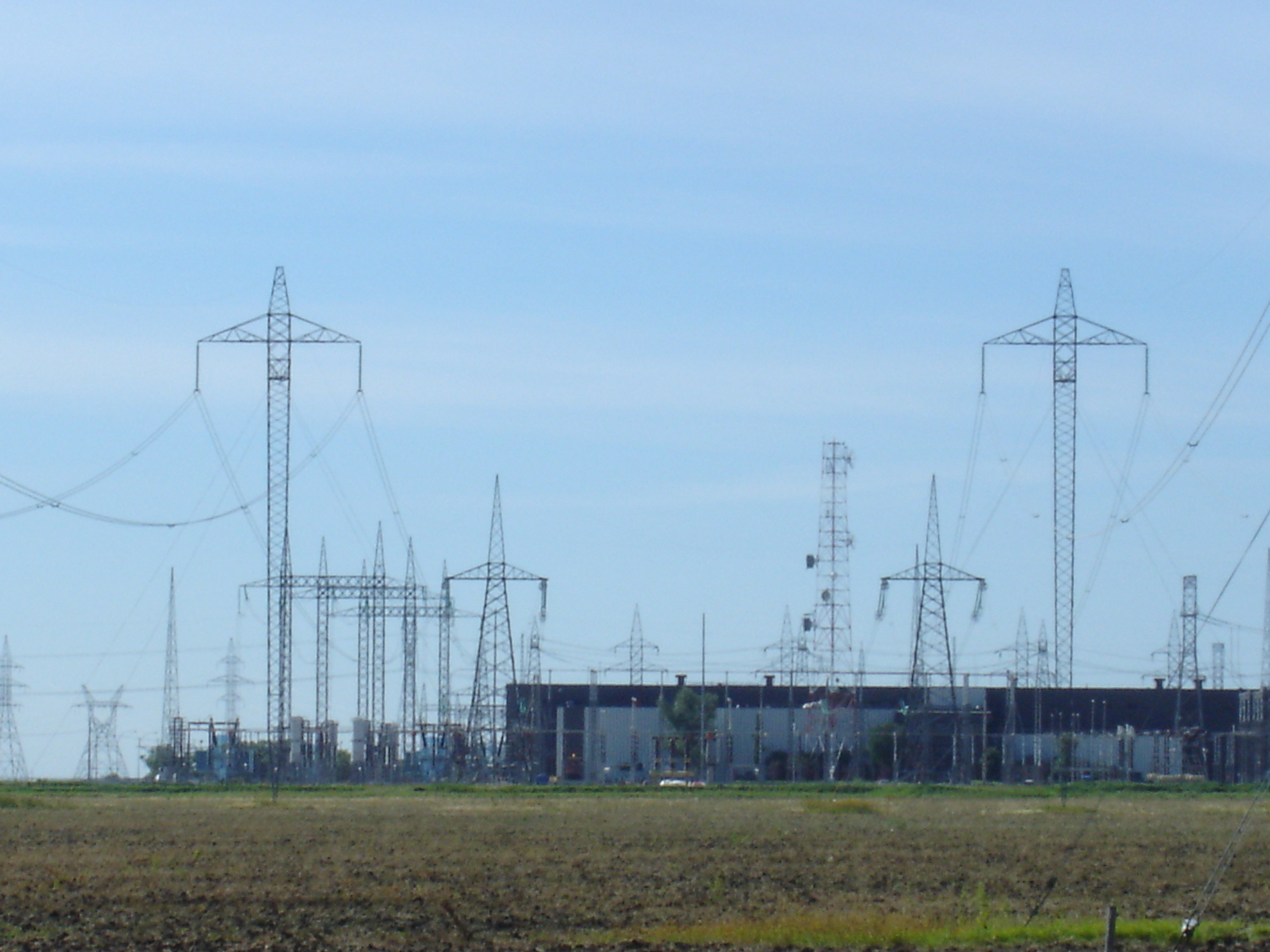
Líneas HVDC de larga distancia en Manitoba, Canadá

La corriente continua de alta tensión (HVDC o high voltage direct current, en inglés) es un sistema de transporte de energía eléctrica utilizado en largas distancias.
Habitualmente se utilizan corrientes alternas para el transporte y uso doméstico de la electricidad, principalmente debido a que se puede convertir con transformadores de una tensión a otra. Así se utilizan tensiones muy altas para el transporte eléctrico y tensiones más bajas y seguras para uso doméstico.
En el mundo, el sistema de transporte eléctrico en corriente continua de alta tensión está en auge por las crecientes necesidades de interconexión eléctrica de islas, parques eólicos marinos, plataformas petrolíferas, la electrificación del sector del transporte y otros.
En España la primera línea submarina de corriente continua se puso en marcha en 2012 entre la península y la isla de Mallorca (Proyecto Rómulo), con una longitud de 237 kilómetros y capacidad para transportar 400 MW de potencia eléctrica a 250 kV de tensión. La línea eléctrica alcanza una profundidad máxima de 1.485 metros bajo el mar. Otro de los proyectos más destacados fue la construcción en 2015 de una nueva línea eléctrica entre España y Francia para aumentar la capacidad de interconexión con Francia. Para esta línea subterránea de 62 kilómetros de longitud también se adoptó la solución de la transmisión de la electricidad en corriente continua, en este caso a 320 kV de tensión.
La forma moderna de la transmisión HVDC utiliza una tecnología desarrollada en los años treinta por la empresa sueca ASEA. Una de las primeras instalaciones comerciales se creó en 1951: era una línea de 115 km que unía Moscú y Kashira (ambas en Rusia). En 1954 se creó otra línea de entre 10 y 20 MW entre la isla de Gotlandia y la península de Suecia.
En la actualidad[actualizar], la línea más larga une las presas de Inga con las minas de cobre de Shaba, en la República Democrática del Congo.[cita requerida]

## Comparación con sistemas de CA

### Ventajas
Un esquema de transmisión HVDC de larga distancia, punto a punto, generalmente tiene un costo de inversión global más bajo y menos pérdidas que un esquema de transmisión de CA equivalente. El equipo de conversión de HVDC en las estaciones terminales es costoso, pero los costos totales de la línea de transmisión de CC a larga distancia son menores que los de una línea de CA de la misma distancia. La transmisión por HVDC requiere menos conductor por unidad de distancia que una línea de CA, ya que no hay necesidad de soportar tres fases y no aparece el efecto pelicular.
Según el nivel de tensión y los detalles de construcción, las pérdidas de transmisión con HVDC se citan como inferiores al 3% por cada 1000 km, que son entre un 30 y un 40% menos que con las líneas de CA, a los mismos niveles de tensión. Esto se debe a que la corriente continua solo transfiere la potencia activa y, por lo tanto, causa menos pérdidas que la corriente alterna, que transfiere tanto la potencia activa como la reactiva.
El uso de HVDC permite transferir energía entre redes de CA separadas. El flujo de energía de HVDC entre sistemas de CA separados puede controlarse automáticamente para apoyar a cualquiera de las redes durante las condiciones transitorias, pero sin el riesgo de que un colapso del sistema de energía de proporciones importantes en una red provoque un colapso en la segunda. Se mejora la controlabilidad del sistema, lo cual es particularmente útil cuando se necesita controlar el comercio de energía.
La combinación de los beneficios económicos y técnicos de la transmisión por HVDC puede hacer que sea una opción adecuada para conectar fuentes de electricidad que estén situadas lejos de los principales usuarios.
Entre las aplicaciones específicas en las que la tecnología de transmisión por HVDC proporciona beneficios se incluyen:
- Esquemas de transmisión por cable submarino (por ejemplo, el cable NorNed de 580 km entre Noruega y los Países Bajos,[3] el cable SAPEI de 420 km de Italia entre Cerdeña y el continente,[4] el Basslink de 290 km entre el continente australiano y Tasmania[5] y el cable báltico de 250 km entre Suecia y Alemania[6]).
- Transmisión de energía de punto a punto y de larga distancia sin tomas intermedias, generalmente para conectar una planta generadora remota a la red principal, por ejemplo, el Nelson River DC Transmission System en Canadá.
- Aumento de la capacidad de una red eléctrica existente en situaciones en las que es difícil o costoso instalar cables adicionales.
- Transmisión y estabilización de energía entre redes de CA no sincronizadas, siendo el ejemplo extremo la capacidad de transferir energía entre países que utilizan CA a diferentes frecuencias. Como esa transferencia puede producirse en cualquier dirección, aumenta la estabilidad de ambas redes al permitir que se recurra a ellas en casos de emergencia y fallos.
- Estabilizar una red eléctrica predominantemente de CA, sin aumentar los niveles de falla (corriente de cortocircuito prospectiva).
- Integración de recursos renovables como el viento en la red principal de transmisión. Las redes de CC con múltiples convertidores alimentados por voltaje (VSC) son una de las soluciones técnicas para reunir la energía eólica marina y transmitirla a centros de carga situados a gran distancia en tierra firme.[7]

### Desventajas
Las desventajas de la transmisión por HVDC están en la conversión, la conmutación, el control, la disponibilidad y el mantenimiento.
El sistema de HVDC es menos fiable y tiene menor disponibilidad que los sistemas de corriente alterna (CA), principalmente debido al equipo de conversión adicional. Los sistemas unipolares tienen una disponibilidad de alrededor del 98,5%, y alrededor de un tercio del tiempo de inactividad no está programado debido a fallos. Los sistemas bipolares tolerantes a las fallas proporcionan una alta disponibilidad para el 50% de la capacidad del enlace, pero la disponibilidad de la capacidad total es de alrededor del 97% al 98%.
Las estaciones convertidoras necesarias son caras y tienen una capacidad de sobrecarga limitada. En distancias de transmisión más pequeñas, las pérdidas en las estaciones convertidoras pueden ser mayores que en una línea de transmisión de CA para la misma distancia. El costo de los convertidores no puede ser compensado por las reducciones en el costo de construcción de la línea y la menor pérdida de la misma.
El funcionamiento de un esquema de HVDC requiere el mantenimiento de muchas piezas de repuesto, a menudo exclusivamente para un sistema, ya que los sistemas de HVDC están menos estandarizados que los sistemas de CA y la tecnología cambia más rápidamente.
A diferencia de los sistemas de CA, la realización de sistemas multiterminales es compleja (especialmente con convertidores de línea conmutados), al igual que la expansión de los esquemas existentes a los sistemas multiterminales. Controlar el flujo de energía en un sistema de CC multiterminal requiere una buena comunicación entre todos los terminales; el flujo de energía debe ser regulado activamente por el sistema de control del convertidor en lugar de depender de las propiedades de impedancia inherente y ángulo de fase de una línea de transmisión de CA. Los sistemas multiterminales son poco frecuentes. A partir de 2012 solo hay dos en servicio: Québec - New England Transmission entre Radisson, Sandy Pond y Nicolet y el enlace Cerdeña-Italia continental que se modificó en 1989 para suministrar también energía a la isla de Córcega.